# Moerser Kirmes
Koordinaten: 51° 27′ 5,4″ N, 6° 38′ 13,1″ O

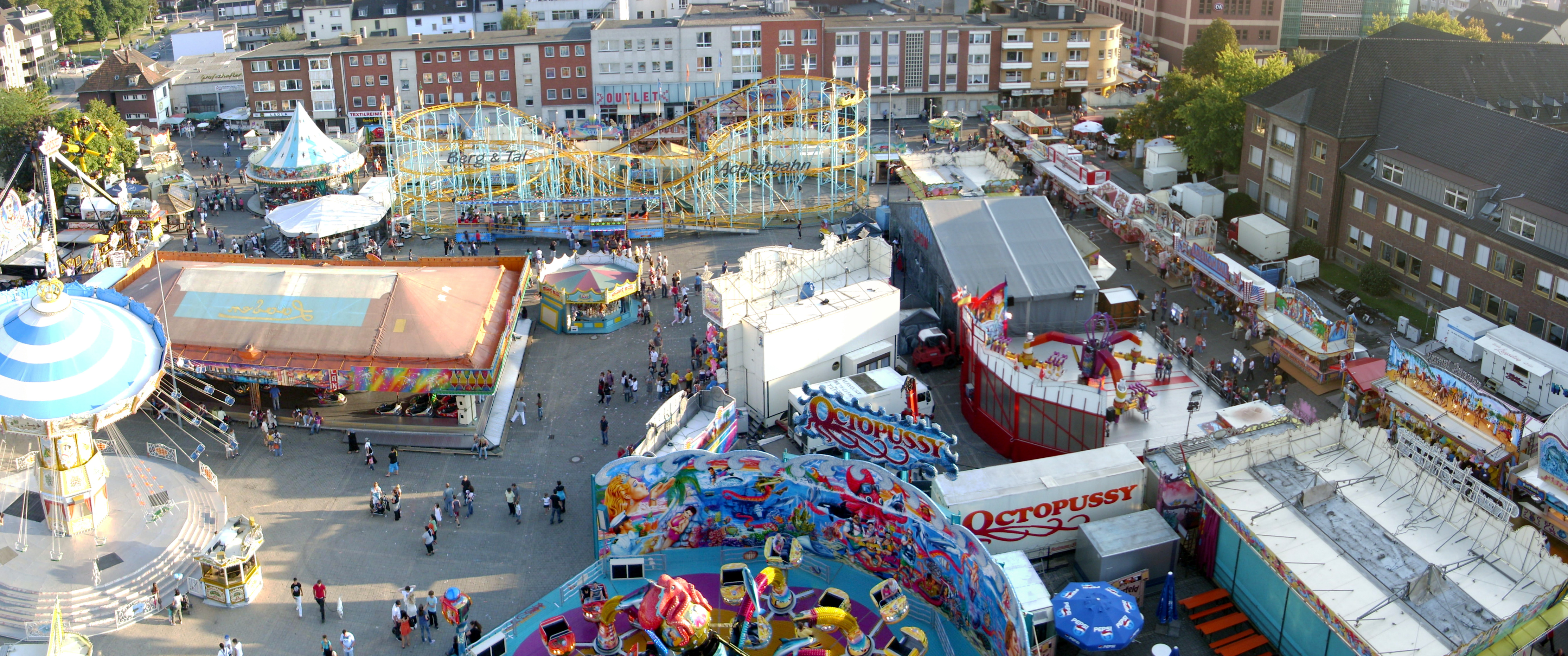
Panoramablick über den Friedrich-Ebert-Platz

Die Moerser Kirmes ist das größte Volksfest am Niederrhein. Es findet jährlich am ersten Septemberwochenende statt und lockt zirka eine halbe Million Besucher in die Stadt Moers. Das Kirmesgebiet erstreckt sich vom Friedrich-Ebert-Platz über den Neumarkt bis auf den Kastellplatz. Mit beteiligt an der Kirmes sind etwa 200 Schausteller.

## Veranstaltungsorte, Ablauf und Allgemeines

Lageplan

Die Moerser Kirmes wird in der Moerser Innenstadt rund um den Königlichen Hof veranstaltet. Als „Hauptplatz“ wird der Friedrich-Ebert-Platz bezeichnet, auf welchem sich die meisten Fahrgeschäfte befinden. Das Gelände zieht sich weiter über die Homberger Straße, zu welcher sich parallel die Rettungsstation des Deutschen Roten Kreuzes befindet. Daraufhin folgt nach dem Königlichen Hof die Steinstraße. In beiden Fußgängerzonen sind meist kleinere Buden wie Essbuden, aber kaum Fahrgeschäfte. Weiterhin folgen dann der Neumarkt, auf welchem sich die Bühne für die Live-Cover-Acts befindet, und der Kastellplatz, welcher sich direkt am Moerser Schloss erstreckt.
Die Moerser Kirmes findet am ersten Septemberwochenende von Freitag bis Dienstag statt. Die Eröffnung wird um 17 Uhr gefeiert. Stetig wechselnde Coverbands treten während der vier Tage auf. Als Abschluss wird am Dienstagabend ein großes Feuerwerk am Friedrich-Ebert-Platz abgebrannt.

## Verkehrsauswirkungen
Durch die Kirmes müssen alle drei Plätze, der Friedrich-Ebert-Platz, der Neumarkt und der Kastellplatz, welche alle drei sonst als Parkplätze dienen, gesperrt werden. Dadurch wird der Straßenverkehr allerdings nicht beeinträchtigt, nur die Zufahrt zu dem Kastellplatz, die Haagstraße, wird gesperrt. Außerdem ist die Parkmöglichkeit in der Moerser Innenstadt stark beeinträchtigt.
Durch die Absperrung der Bushaltestellen am Königlichen Hof werden alle Haltepunkte der Haltestelle „Königlicher Hof“ auf die Straße „Neuer Wall“ verlegt.

## Attraktionen (Auswahl)
- Karte mit allen Koordinaten:
- OSM |
- WikiMap

| Fahrgeschäft      | Beschreibung | Platz                 | Standplatz (2009)              |
| ----------------- | --- | --------------------- | ------------------------------ |
| Adrenalin         | Freifallturm, mit einer Gondel für 12 Fahrgäste. Der Turm ist 32 Meter hoch. Er bietet kurzzeitig einen Ausblick über große Teile von Moers. Der freie Fall in die Tiefe beträgt 24 Meter. | Kastellplatz          | 51° 27′ 0,1″ N, 6° 37′ 30,4″ O |
| Berg-und-Tal-Bahn | Die Achterbahn der Moerser Kirmes | Friedrich-Ebert-Platz | 51° 27′ 4,2″ N, 6° 38′ 15,3″ O |
| Breakdance        | Fahrgeschäft mit sechs Gondelkreuzen mit jeweils vier Gondeln auf einer geneigten Drehscheibe. Die Fahrweise ist ständig wechselnd.                                                        | Friedrich-Ebert-Platz | 51° 27′ 7″ N, 6° 38′ 14,8″ O   |
| Musik Express     | Die „Raupe“ ist eines der am meisten genutzten Fahrgeschäfte. Rundenweise wechselt sie zwischen Vorwärts- und Rückwärtsfahrten.                                                            | Kastellplatz          | 51° 27′ 2,6″ N, 6° 37′ 31,7″ O |
| Take Off          | Hier hebt sich die gesamte Plattform bis zu 14 Metern annähernd senkrecht in die Höhe während sich in der Gondel die Fahrtrichtung ständig ändert.                                         | Neumarkt              | 51° 27′ 10″ N, 6° 37′ 32,2″ O  |
| Wellenflug        | Ein Traditionsgeschäft der Moerser Kirmes. Es leuchtet nachts goldfarbig. | Friedrich-Ebert-Platz | 51° 27′ 5,2″ N, 6° 38′ 16,9″ O |

## Andere Kirmessen in Moers

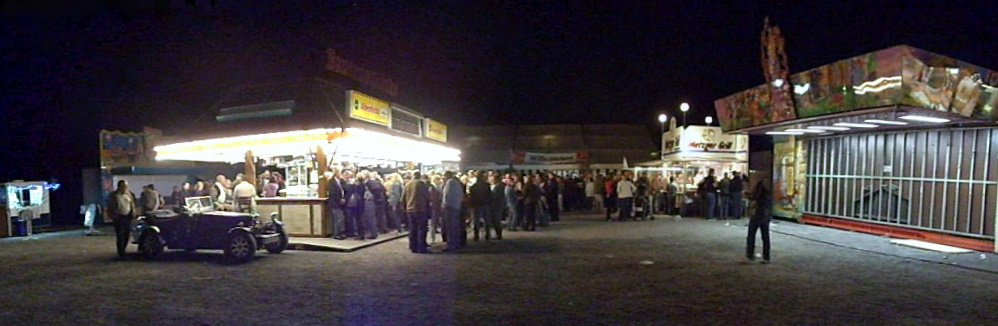
Blick über die „Oldie-Nacht“ (der Abschiedsabend) der Schwafheimer Kirmes

### Schwafheim
Die Schwafheimer Traditions-Kirmes findet zwei Wochen nach Moerser Kirmes im Ortsteil Schwafheim statt. Sie wird von den Sportvereinen TV Schwafheim 1900 und SV Schwafheim 1932 e.V. veranstaltet. Es ist eine kleine Kirmes, auf der neben einem Kinderkarussell und einem Autoscooter nur ein Festzelt, Entenangeln, einer Schießbude, zwei Essens- und zwei Getränke-Stände gibt.
Die Schwafheimer Kirmes geht drei Tage lang. Eröffnung ist am Samstag um 14 Uhr, der Fassanstich mit dem Moerser Bürgermeister findet am späten Nachmittag statt. Am Montagabend geht mit der „Oldie-Nacht“ die Kirmes zu Ende.

### Weitere
In Moers gab es weitere Kirmessen, doch alle wurden abgesetzt, da sich die Besucherzahlen nicht mit den Kosten deckten.